# Dinghoferstraße (Linz)

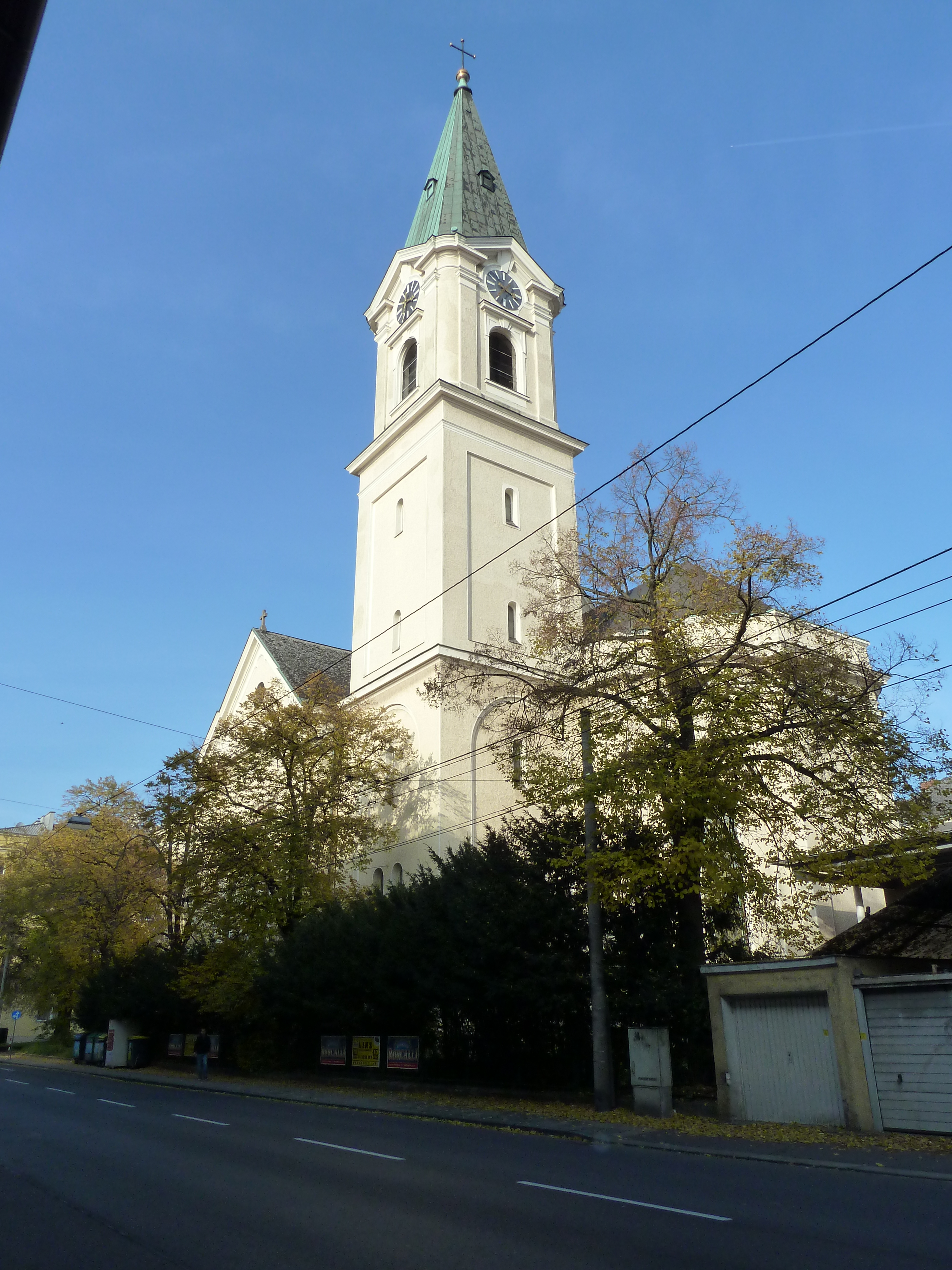
Dinghoferstraße mit Familienkirche

Die Dinghoferstraße ist eine Straße in der oberösterreichischen Landeshauptstadt Linz. Sie befindet sich im Neustadtviertel in  der Innenstadt und wurde nach dem Linzer Bürgermeister und Ehrenbürger Franz Dinghofer benannt.

## Geschichte
Bis 1918 hieß die Straße Gemeindestraße.

## Lage und Charakteristik
Die Straße verläuft in südlicher Richtung von der Harrachstraße zur Friedhofstraße. Nach der Blumauerstraße unterquert sie die Westbahn und teilt danach den St. Barbara-Friedhof in zwei Teile. Sie ist eine stark befahrene Durchzugsstraße und auf der gesamten Länge Einbahnstraße Richtung Norden.